# Aepyornithiformes
Gli epiornitiformi (Aepyornithiformes) sono un ordine di uccelli, comprendente esclusivamente forme estinte, i cui resti sono stati rinvenuti nel Madagascar.
Conosciuti comunemente come uccelli elefante, gli epiornitiformi comprendono alcuni tra i più grandi uccelli mai esistiti. La specie più nota è Aepyornis maximus, estintasi nel 1600, ma accanto ad essa vi furono altre specie più piccole del genere Aepyornis e anche un'altra specie appartenente a un genere a sé stante, Mullerornis betsilei. Vagamente simili a grandi struzzi dalle zampe eccezionalmente poderose, questi animali non hanno origini ben chiare, anche se alcune frammentarie forme fossili dell'Eocene dell'Egitto (Stromeria ed Eremopezus) sono state a volte riferite a questo gruppo.